# Glacidorbidae
Glacidorbidae  (лат.) — семейство брюхоногих моллюсков из отряда лёгочных улиток (Pulmonata), выделяемое в собственное надсемейство Glacidorboidea. Обитают исключительно в пресных водоёмах как стоячих (озёра, болота), так и проточных. 

## Таксономия и распространение
Семейство описал в 1983 году новозеландский исследователь Уинстон Пондер (англ. Winston F. Ponder). В настоящее время насчитывают 20 видов, которые объединяют в пять родов:
- Glacidorbis Iredale, 1943 — 13 видов, Австралия и Тасмания:
  - Glacidorbis hedleyi Iredale, 1943
  - Glacidorbis occidentalis Bunn et Stoddart, 1983
  - Glacidorbis tasmanicus Ponder et Avern, 2000
  - Glacidorbis bicarinatus Ponder et Avern, 2000
  - Glacidorbis catomus Ponder et Avern, 2000
  - Glacidorbis atrophus Ponder et Avern, 2000
  - Glacidorbis decoratus Ponder et Avern, 2000
  - Glacidorbis rusticus Ponder et Avern, 2000
  - Glacidorbis otwayensis Ponder et Avern, 2000
  - Glacidorbis costatus Ponder et Avern, 2000
  - Glacidorbis isolatus Ponder et Avern, 2000
  - Glacidorbis troglodytes Ponder et Avern, 2000
  - Glacidorbis circulus Ponder et Avern, 2000

- Benthodorbis Ponder et Avern, 2000 — 2 вида, Тасмания:
  - Benthodorbis pawpela (Smith, 1979)
  - Benthodorbis fultoni Ponder et Avern,

- Servanda Ponder et Avern, 2000 — 40 вида, Америка и Азия:
  - Servanda australis Ponder et Avern, 2000
  - Servanda dalli Ponder et Avern, 2000
  - Servanda othello Ponder et Avern, 2000
  - {btname

- Tasmodorbis Ponder et Avern, 2000 1 вид, Тасмания:
  - Tasmodorbis punctatus Ponder et Avern, 2000

- Gondwanorbis Ponder, 1986 — 1 вид, Чили:
  - Gondwanorbis magallanicus (Meier-Brook et Smith, 1976)